# China Open (теніс) 2024
China Open (tennis) 2024 — тенісний турнір, що проходив на кортах з твердим покриттям у Пекіні, КНР з 23 вересня до 6 жовтня. Належав до категорій ATP 500 та WTA 1000.

## Фінальна частина

### Чоловіки, одиночний розряд
Карлос Алькарас —  Яннік Сіннер 6–7(6–8), 6–4, 7–6(7–3)

### Жінки, одиночний розряд
Коко Гофф —  Кароліна Мухова 6–1, 6–3

### Чоловіки, парний розряд
Сімоне Болеллі /  Андреа Вавассорі —  Гаррі Геліоваара /  Генрі Петтен 4–6, 6–3, [10–5]

### Жінки, парний розряд
Сара Еррані /  Жасмін Паоліні —  Чжань Хаоцін /   Вероніка Кудерметова 6–4, 6–4